# 巨盔蝦屬
蓋氏巨盔蝦（學名：Titanokorys gainesi ）是巨盔蝦屬（學名：Titanokorys）的一個物種。Caron和Moysiuk是在2021年發表此物種。是在寒武紀時最大的赫德蝦，也是當時最大的奇蝦種類之一，長約48.768公分大型物種。  具有非常巨大的頭部骨片（有人稱他的甲殼為半個橄欖球，而Moysiuk稱他為太空艦），Caron推測可能用來挖的。是在加拿大西北英屬哥倫比亞境內的伯吉斯頁岩發現的。推測此生物的習性是自游生物。此科的附肢與赫德虾科的附肢比較不像，但是與也是同科鐮刀顯爪蝦比較相似。

## 命名與發現
屬名來自Titans，這是一群強大的希臘神，體形巨大，形容的是身體中的中央頭甲骨片較大，希臘語korys 意思是頭盔。gainesi，以波莫納學院地質學教授Robert R. Gaines命名。是在庫特尼國家公園中的大理石峽谷 (不列顛哥倫比亞)發現的，目前所發現的化石都存放在皇家安大略博物館（簡稱ROM），ROMIP指的是，Royal Ontario Museum Invertebrate Palaeontology，共發現5個標本，分別是ROMIP 65415（正模標本）、ROMIP 65168、ROMIP 65741、ROMIP 65748、ROMIP 65749。
“這種動物的巨大尺寸令人難以致信，這是迄今為止在寒武紀時期發現的最大動物之一」，寬闊扁平的甲殼形狀表明該物種適應了海底附近的生活，「這些神秘的動物無疑對寒武紀海底生態系統產生了巨大影響，它們前面的四肢看起來像多個堆疊的耙子，可以非常有效地將它們在細小的刺中捕捉到的任何東西送入嘴裡。”——卡隆（Jean-Bernard Caron），

## 外觀

### 型態

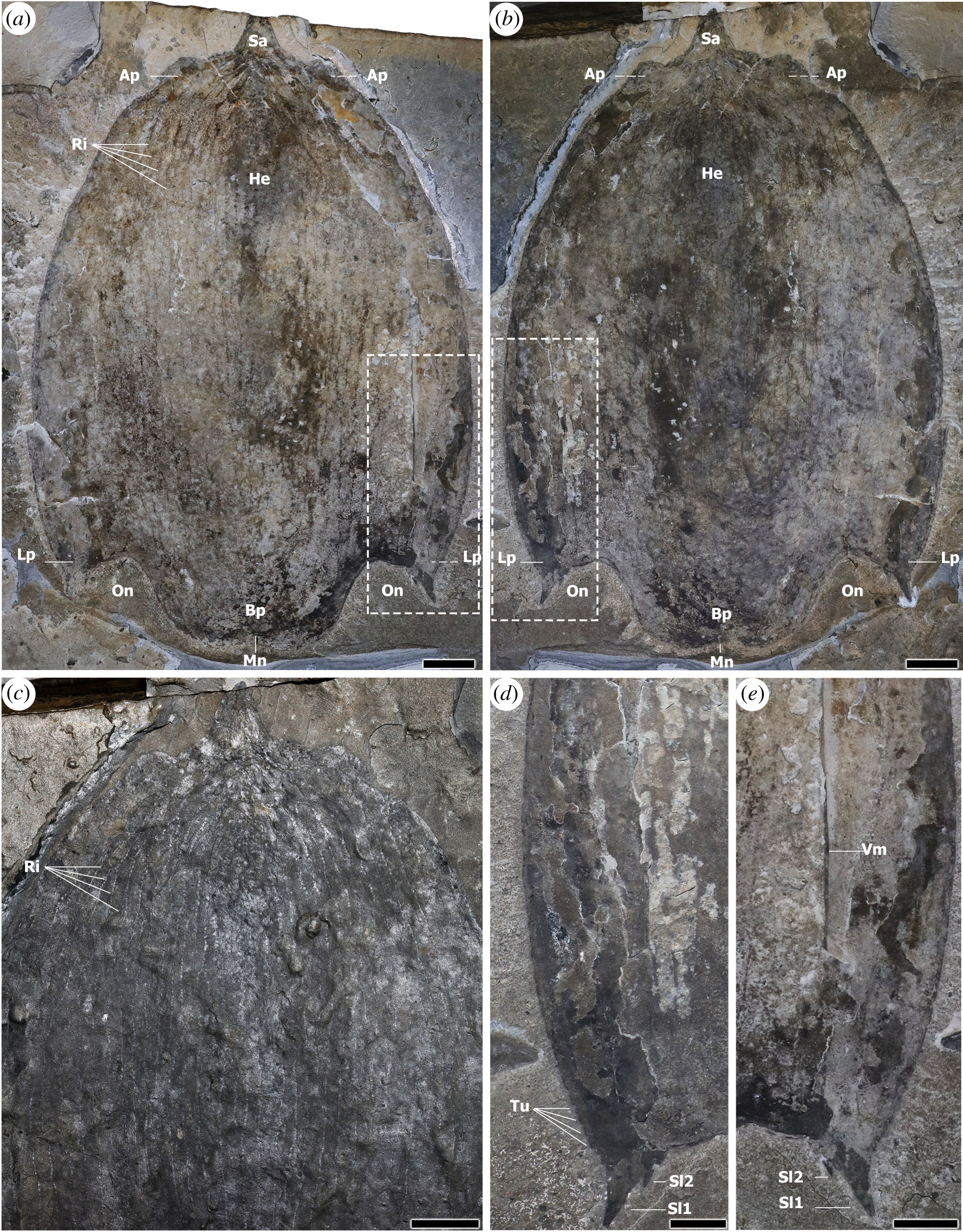
a、b圖是H骨片的全貌，c圖是H骨片的細部照片，d、e圖是後突的細部照片 (Note: *Ap:前突
- Bp:雙葉後區域
- He:H骨片
- Lp:後突
- Mn:中眼凹口
- On:眼凹口
- Ri:狹梁線
- Sa:箭刺
- Sl1:後棘的大後棘
- Sl2:後棘的短後棘
- Tu:結節
- Vm:骨片中間線)

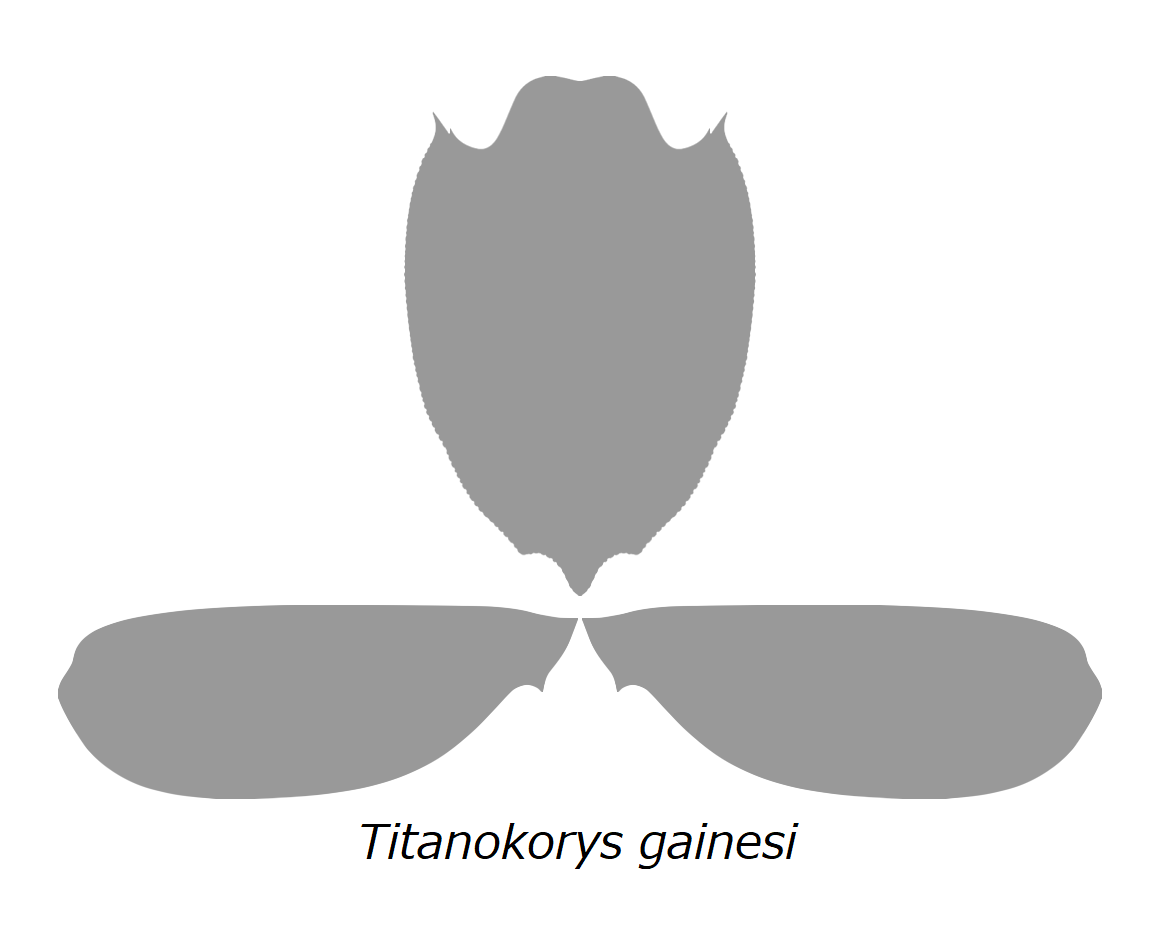
中上方的是巨盔蝦的H骨片，左右兩側的是巨盔蝦的P骨片

#### H骨片
H骨片（H-element，又稱作中央骨片）是橢圓形的，長約27公分，寬約18.5公分。從前部沿著中線開始並向側面延伸，表明甲殼背側是立體的，在邊緣微微的往下彎曲。前面有個箭狀的刺稱作箭刺（sagittal spine，占了整個H骨片的7%）大致呈等邊三角形的形狀。骨片有一對半圓形至略帶角度的凸， 每個突起僅向前突出幾毫米。H骨片後面有一對突出稱做後棘（posterolateral processes）到側後方和雙葉後區域（bilobate axial posterior region），將兩個眼凹口（ocular notch，也就是眼睛的部位）分隔開來。雙葉後區域是雙葉狀，具有光滑的圓形邊緣，雙葉是由中眼凹口（medial notch）分隔開。後棘非常短，僅向後延伸到雙葉後區域的一半。 每個突起都有光滑的側邊邊緣並終止於大後棘。 第二個較短的棘，大約是大棘的尺寸的 25%，位於沿著眼切跡的末端邊緣，靠近大棘的底部。 兩個後棘都略微彎曲，指向側後方。占了整個H骨片的10-15%，向後逐漸變窄。狹梁線 （ridge）偶爾匯聚成一條線，形成網狀圖案，類似於鐮刀顯爪蝦，但具有特別細長和有角度的細胞形狀。 從頂部看，在 H骨片的整個寬度上，狹梁線的數量總共可能在30條到40條之間。 每個狹梁線是白色的，每個狹梁線約 1 毫米寬，2 毫米長。結節（Tubercles）沿著存在H骨片的邊緣，特別是前面和沿著後棘的外側邊緣。

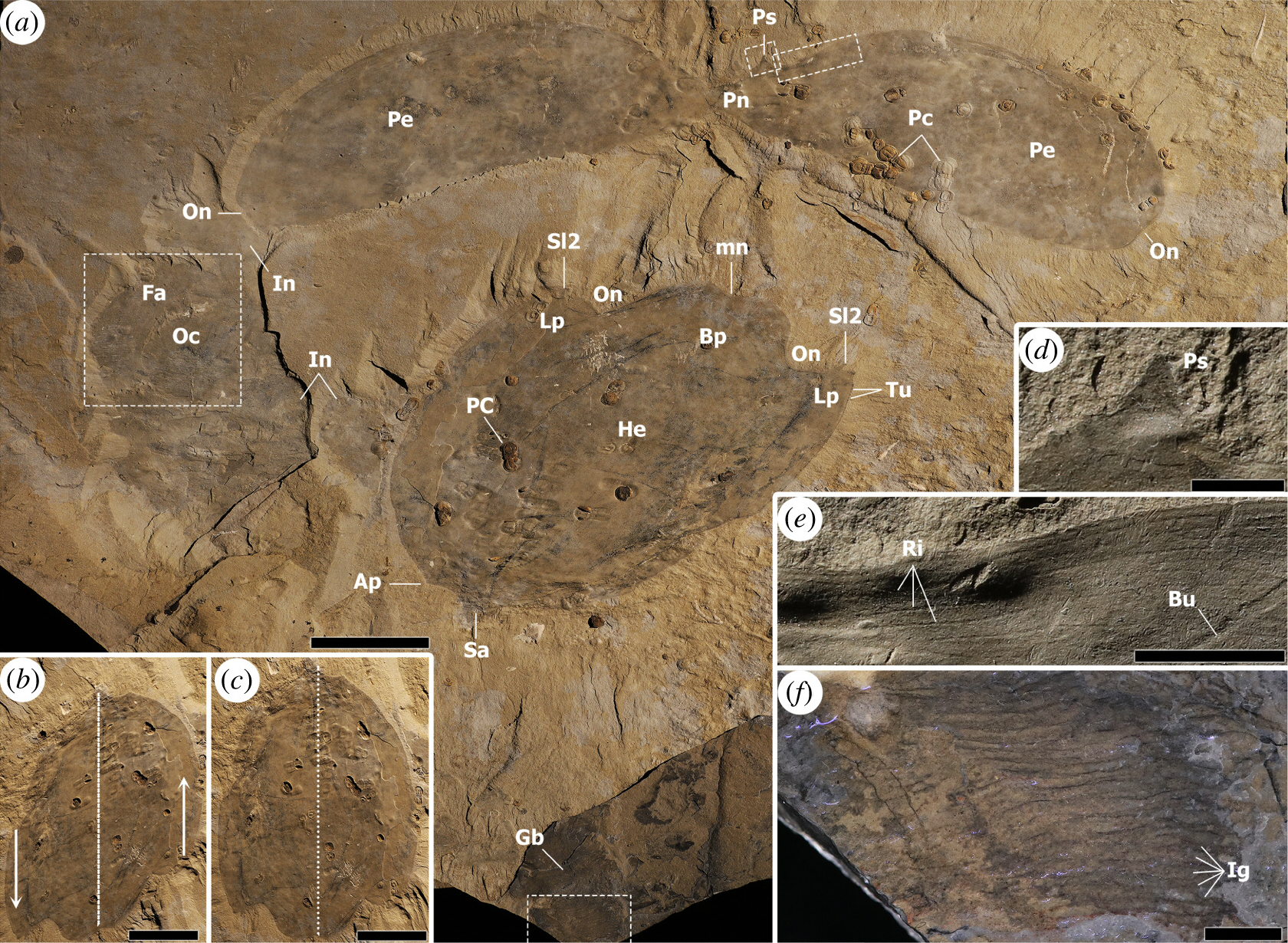

#### P骨片
P 骨片的後背方角略微凹陷，可能代表眼凹口。 成對的P骨片透過非常短的前頸部分連接再一起，前頸部分在其彎曲的腹內側表面上具有單一寬刺。刺大約是其上方頸部高度的四分之一。與H骨片一樣，P骨片表面具有縱向的狹梁線。 P骨片將橫向沿著身體和腹側緊密包裹，其前附著點位於H骨片箭刺底部下方。

#### 附肢與口錐
口錐（oral cone）的光滑板（smooth plate）在其他化石可以見，但是無法從ROMIP 65084的口錐辨識任何細節。
端末節（peduncle）是指梗節（distal articulated region，是指放射齒目的附肢分成兩部分，分別是梗節和端節，也就是比較靠近附肢內側，與頭部連結的分節）的第一個分節（podomere）。整個附肢共有五個前附肢棘（endites，指附肢的腹側上有棘），前附肢棘上有逐漸變細的刺，稱作次等棘（secondary spines）或是前附肢輔棘（auxiliary spines）。除了第五個前附肢棘，其餘的都有約三十五個次等棘，但是排除掉有從旁邊前附肢棘的次等棘與前附肢棘重疊後，推測可能是約二十到二十五個。這些刺中的每一個都比第五個前附肢棘的寬度長近四倍。目前尚不清楚次等棘的末端是否像鐮刀顯爪蝦一樣呈鉤狀，顯示了單獨的鰓結構，這些與其他赫德虾相似。可能會游到靠近海底的地方，並利用前附肢棘來捕捉小型獵物並將其送入嘴中。

## 生態
在當時的伯吉斯頁岩除了以奇蝦和巨盔蝦為主的奇蝦類的掠食者，還有櫛水母、毛顎動物和水母中的掠食者。

## 資料來源
1. 1 2 3 4 5 6 7 8 9  Caron, J.-B.; Moysiuk, J. . Royal Society Open Science. 2021-09, 8 (9). ISSN 2054-5703. doi:10.1098/rsos.210664.
2. 1 2  Wu, Yu; Pates, Stephen; Ma, Jiaxin; Lin, Weiliang; Wu, Yuheng; Zhang, Xingliang; Fu, Dongjing. . Geoscience Frontiers. 2022-11, 13 (6). ISSN 1674-9871. doi:10.1016/j.gsf.2022.101430.
3. ↑  .   [2023-12-10]. （原始内容存档于2023-12-10）.
4. ↑  .   [2023-12-10]. （原始内容存档于2023-12-10）.
5. ↑  Arnold, Carrie. . Nature. 2017-01-10. ISSN 0028-0836. doi:10.1038/nature.2017.21274.
6. ↑  Paleoaqua. . www.paleoaqua.jp.   [2023-10-18] （英语）.
7. ↑  . The Burgess Shale.   [2023-12-10] （美国英语）.
8. ↑  Staff, News. . Sci.News: Breaking Science News. 2021-09-08  [2023-12-10]. （原始内容存档于2023-02-15） （美国英语）.
9. ↑  Allison C. Daley et al.The Burgess Shale Anomalocaridid Hurdia and Its Significance for Early Euarthropod Evolution （页面存档备份，存于）.Science323,1597-1600(2009).DOI:10.1126/science.1169514
10. ↑  Moysiuk, J.; Caron, J.-B. . Proceedings of the Royal Society B: Biological Sciences. 2019-07-31, 286 (1908). ISSN 0962-8452. doi:10.1098/rspb.2019.1079.
11. ↑  Daley, Allison C.; Budd, Graham E.; Caron, Jean-Bernard. . Journal of Systematic Palaeontology. 2013-03-22, 11 (7). ISSN 1477-2019. doi:10.1080/14772019.2012.732723.
12. ↑  Moon J, Caron JB, Moysiuk J. A macroscopic free-swimming medusa from the middle Cambrian Burgess Shale. （页面存档备份，存于） Proc Biol Sci. 2023 Aug 9;290(2004):20222490. doi: 10.1098/rspb.2022.2490. Epub 2023 Aug 2. PMID 37528711; PMCID: PMC10394413.

## 備註
1. ↑  
  - Ap:前突
  - Bp:雙葉後區域
  - He:H骨片
  - Lp:後突
  - Mn:中眼凹口
  - On:眼凹口
  - Ri:狹梁線
  - Sa:箭刺
  - Sl1:後棘的大後棘
  - Sl2:後棘的短後棘
  - Tu:結節
  - Vm:骨片中間線
2. ↑  
  - En:前附肢棘
  - Oc:口錐
  - Se:次等棘、前附肢輔棘
  - Ts:末端刺
  - Sp:類刺
  - Pd:梗末節
  - Po:分節（將上後面的數字）